# George Henry Kendrick Thwaites
George Henry Kendrick Thwaites, född 1811 i Bristol, död den 11 september 1882 i Kandy på Ceylon, var en engelsk botanist. Auktorsnamnet Thwaites kan användas för George Henry Kendrick Thwaites i samband med ett vetenskapligt namn inom botaniken; se Wikipediaartiklar som länkar till auktorsnamnet.
Thwaites blev filosofie doktor och föreläsare vid Bristols universitet 1846. Han var, som efterträdare till George Gardner, föreståndare för Peradeniya botaniska trädgård på Ceylon 1849–80. I det uppdraget följdes han av Henry Trimen. Jämte andra skrifter utgav han Enumeratio plantarum Zeylaniæ (5 delar, 1858–64).